# Solomone Kata

a Compétitions nationales et continentales officielles uniquement.

b Matchs officiels uniquement.
Dernière mise à jour le 16 mai 2024.
Solomone Kata, né le 3 décembre 1994 à Neiafu (Tonga), est un joueur de rugby à XIII et rugby à XV néo-zélandais d'origine tongienne évoluant au poste d'ailier ou de centre. Il fait ses débuts en National Rugby League (« NRL ») avec les Warriors de New Zealand lors de la saison 2015. En 2019 en cours de saison, son contrat est rompu avec New Zealand pour méforme et Kata s'engage avec Melbourne, toutefois il ne prend part à aucune rencontre avec cette dernière et décide en octobre 2019 de changer de code de rugby et de rejoindre le rugby à XV et les Brumbies.
Il a revêtu également le maillot des Tonga lors de la Coupe du monde 2017 et celui de la Nouvelle-Zélande dans le cadre du Tournoi des Quatre Nations 2016.

## Palmarès
- Collectif :
  - Finaliste du Tournoi des Quatre Nations : 2016 (Nouvelle-Zélande).
- Individuel
  - 4e au classement des talents internationaux (hors Angleterre, Australie et Nouvelle-Zélande) effectué par le Magazine Rugby League World en octobre 2018[2]

### En club

#### Statistiques
| Saison | Club                 | Compétition           | Matchs | Points | Essais | Goals | Drops |
| ------ | -------------------- | --------------------- | ------ | ------ | ------ | ----- | ----- |
| 2015   | New Zealand Warriors | National Rugby League | 24     | 48     | 12     | 0     | 0     |
| 2016   | New Zealand Warriors | National Rugby League | 21     | 60     | 15     | 0     | 0     |
| 2017   | New Zealand Warriors | National Rugby League | 19     | 20     | 5      | 0     | 0     |
| 2018   | New Zealand Warriors | National Rugby League | 23     | 48     | 12     | 0     | 0     |
| 2019   | New Zealand Warriors | National Rugby League | 6      | 8      | 2      | 0     | 0     |